# Jásztelek
Jásztelek község Jász-Nagykun-Szolnok vármegyében, a Jászberényi járásban.

## Fekvése és megközelítése

Jásztelek Jászberény környékének térképén

Az Alföldön, Jász-Nagykun-Szolnok vármegye északi részén fekszik, a Jászság közepén, Jászberénytől kelet-délkeletre a Zagyva bal partján. A legközelebbi város az alig 6 kilométerre lévő Jászberény; a megyeszékhely Szolnoktól 40, Budapesttől nagyjából 85 kilométerre.
A szomszédos települések: észak felől Jászjákóhalma (kb. öt kilométerre), dél felől Alattyán (kb. egy kilométerre), északnyugat felől pedig Jászberény. Külterületei érintkeznek még kelet-délkelet felől Jászkisér és Jászalsószentgyörgy, dél-délnyugat felől pedig még Jánoshida határszélével is, de mindhárom utóbbi település valójában aránylag távol esik tőle.

### Megközelítése
Csak közúton érhető el, Jászberény és Szolnok felől egyaránt a 32-es főúton érhető el, illetve a 31-es főút jászjákóhalmai szakasza felől a 3232-es úton. A közúti tömegközlekedés szolgáltatója a Volánbusz.

## Története
1993 és 1994 nyarán Jásztelek határában régészeti ásatások folytak. Az archeológusok a mezolit (középső kőkori) rétegben egy 5,20 méter átmérőjű vadászkunyhót találtak. Az épület valószínűleg Kr. e. 7000-ből származik.
A község nevét először Hunyadi János említette 1449-ben kelt oklevelében. Kezdetben a falu neve Mihálytelek volt. A monda szerint a települést egy Bak Mihály nevezetű pásztorember alapította, aki a török hódoltság idején Fügedhalmáról vízhiány miatt a Zagyva partjára terelte a nyáját, és végül itt telepedett le. A falu feltehetőleg az 1433 és 1449 közötti időszakban jött létre. A községet később Jász-Mihályteleknek hívták, majd a községnevek törzskönyvezése során, 1901-ben a nevet Jásztelekre cserélték, mivel az eredeti elnevezést feleslegesen hosszúnak találták.
1550 körül Mihálytelek a Hatvani szandzsák Berényi náhijéjának része volt. A török hadjáratok során a falu elnéptelenedett, de rövid időn belül újranépesült. A török kiűzése után a Habsburgok vették át felette a hatalmat. Az uralkodóház célja az államadósság csökkentése volt, ennek érdekében gyors intézkedéseket eszközölt: I. Lipót 1702. március 22-én a Jászkunságot 500 000 rajnai forintért eladta a Német Lovagrendnek. A Jászság sorsa ekkor fonódott össze a Nagy- és Kiskunságéval.
A jászok nem törődtek bele jogaik elvesztésébe. 1703 őszén fegyvert fogtak, és II. Rákóczi Ferenc oldalán harcoltak, aki ezért cserébe visszaadta a jászkun szabadságjogokat, és törvényen kívül helyezte a Német Lovagrendet. Végül 1745. május 6-án Mária Terézia engedélyezte a redemptiót, vagyis a jászok önerőből visszafizethették a pénzt, így visszakapták szabadságjogaikat, kiváltságaikat. A saját birtok megváltása nagy terhet jelentett, a társadalmi különbségek nőttek. Ebben az időben a három fő társadalmi réteg a redemptusoké, az irredemptusoké és a zselléreké volt.
1848 ismét változásokat, forradalmat hozott. Május 27-én az elöljárók lemondtak, új választások kezdődtek, melyek eredményeként új tisztségviselők vették át a falu irányítását. A Nemzetőrség felállításában a község is segédkezett, harminc önkéntes indult a harcokba. Gyenes József plébános szervezőmunkájának keretében a település emberekkel, lovakkal és élelemmel segítette a szabadságharcot. Katonái részt vettek a tápióbicskei és isaszegi csatában is. A forradalom leverése után azonban a férfiakat besorozták az osztrák császári hadseregbe, azokat pedig, akik vezető szerepet töltöttek be a harcokban, súlyos rabságra ítélték.
Az első világháború szinte a teljes hadra fogható férfilakosságot érintette. A besorozottakat főként az orosz, szerb vagy olasz frontra vitték, ahol sok ezer magyar katona halt hősi halált. Tiszteletükre május utolsó vasárnapja a Hősök Napja lett, és a község közepén lévő parkban 1932. október 30-án felavatták emlékművüket is.
A világháború elvesztése után Jásztelken a munkásmozgalom gyenge hatásai mutatkoztak meg. Jászberényben 1919. április 2-án alakult meg a direktórium, a községben feltehetően ezt követően, de tevékenységéről közelebbi adatok nem ismertek. A jászteleki direktóriumi tagok közül négy személy: Szabó Mátyás, Farkas János, Tóth János és Kis T. András a második világháború utáni életben fontos szerepet kapott. A csehszlovákok, majd a románok ellen vívott harcok során sokan beléptek a magyar Vörös Hadseregbe. Parancsnokuk Lusztik István volt, Tiszafürednél és Szolnoknál harcoltak a románok ellen. A tanácsköztársaság bukását követően Lusztik István a Szovjetunióba szökött, hogy elkerülje a megtorlásokat.
A második világháború utáni új társadalmi rendben kialakultak a tanácsok és a termelőszövetkezetek. (Az első 1949-ben alakult Jásztelken, Tolbuhin néven.) Az 1956-os forradalom után viszonylag békés időszak következett, egészen az 1990-es rendszerváltásig.

## Közélete
A közigazgatás a 14. század végétől alakul ki. A fő igazgatási szerv a tanács 12 főből állt, főbíróval az élén. Ezeket a tisztségeket csak birtokosok tölthették be, így rendszerint igen tehetősek voltak. Az 1867-es kiegyezés után a közigazgatás is átszerveződött, létrejött Jász-Nagykun-Szolnok vármegye. A község a Jászsági felsőjárás része lett.

### Polgármesterei
| Időszak   | Név                   | Jelölő szervezet(ek) | Megjegyzés |
| --------- | --------------------- | -------------------- | ---------- |
| 1990–1994 | Kisbakonyi Zoltánné   | független            |            |
| 1994–1998 | Kisbakonyi Zoltánné   | független            |            |
| 1998–2002 | Kisbakonyi Zoltánné   | független            |            |
| 2002–2006 | Tuzáné Farkas Katalin | független            |            |
| 2006–2010 | Kisbakonyi Zoltánné   | MSZP                 |            |
| 2010–2014 | Tóth Nóra             | Fidesz               |            |
| 2014–2019 | Tóth Nóra             | Fidesz-KDNP          |            |
| 2019–2024 | Tóth Nóra             | Fidesz-KDNP          |            |
| 2024–     | Tóth Nóra             | Fidesz-KDNP          |            |

Az önkormányzat címe: 5141 Jásztelek, Szabadság út 84., telefon- és faxszáma: 57/462-059, e-mail címe: jasztelek@vnet.hu, honlapja: http://www.jasztelek.hu. A településen Cigány Nemzetiségi Önkormányzat is működik.

## Népessége
A falu népességéről 1550 óta állnak adatok rendelkezésre. A törökök kiűzése után a népesség folyamatosan növekszik, 1910 után viszont visszaesett, azóta is csökken. A községben a török időktől kezdve más népcsoportok is laktak. 1944-ben a község zsidó lakosságát haláltáborokba deportálták, ahol megölték őket.
A település népességének változása:
| Lakosok száma | 1648 | 1638 | 1602 | 1585 | 1566 | 1520 | 1545 |
|               | 2013 | 2014 | 2018 | 2021 | 2022 | 2023 | 2024 |

2001-ben a település lakosságának 88%-a magyar, 12%-a cigány nemzetiségűnek vallotta magát.
A 2011-es népszámlálás során a lakosok 92,5%-a magyarnak, 10,1% cigánynak, 0,2% németnek mondta magát (7,5% nem nyilatkozott; a kettős identitások miatt a végösszeg nagyobb lehet 100%-nál). A vallási megoszlás a következő volt: római katolikus 69,9%, református 5,3%, felekezeten kívüli 10,4% (13,7% nem nyilatkozott).
2022-ben a lakosság 91,4%-a vallotta magát magyarnak, 5,4% cigánynak, 0,6% ukránnak, 0,4% németnek, 0,1-0,1% szlováknak, szlovénnek, szerbnek és románnak, 1,3% egyéb, nem hazai nemzetiségűnek (8,4% nem nyilatkozott; a kettős identitások miatt a végösszeg nagyobb lehet 100%-nál). Vallásuk szerint 36,4% volt római katolikus, 4% református, 0,1% görög katolikus, 0,1% evangélikus, 1,2% egyéb keresztény, 0,8% egyéb katolikus, 12,5% felekezeten kívüli (44,8% nem válaszolt).

## Oktatás
Az oktatás már egész korán szoros kapcsolatban állt az egyházzal. Az iskola valójában a XVI-XVII. században alakult ki, az első tanító 1819-ben kezdett tanítani, és 55 évi munka után ment nyugdíjba. Az iskola először két-, majd hatosztályos lett. 1930-ban új iskolát építettek, az épületet 1960-ban bővítették, ma már egy tornaterem is a tanulók rendelkezésére áll.

## Ipar, mezőgazdaság, szolgáltatás
A község megélhetését kezdetektől fogva a mezőgazdaság (földművelés, állattenyésztés) biztosította, bár 1960-ban sokan hagyták el Jásztelket, hogy ipari üzemekbe menjenek. Az ipar ma sem jelentős, eddig sem volt az, de a kereskedelmi és vendégipari ellátottság jó, a szolgáltatások sokrétűek.

## Vallás

### Római katolikus egyház
Az Egri főegyházmegye (Egri Érsekség) Jász-Kun Főesperességének Jászberényi Esperesi Kerületébe tartozik. Önálló plébániával rendelkezik. A plébániatemplomot Szent Márton püspök nevére szentelték.

### Református egyház
A Dunamelléki Református Egyházkerület (püspökség) Délpesti Református Egyházmegyéjének (esperesség) Jászberényi Anyaegyházközségéhez tartozik. A jásztelki reformátusok nem alkotnak önálló egyházközséget, szórványban élnek.

## Természeti értékek
- Pusztamizsei Természetvédelmi Terület: a Zagyva holtága mentén található.
- A település környéke jó vadászati és horgászati lehetőségeket kínál.

## Látnivalók
- Római katolikus (Szent Márton-) templom: 1741-ben épült, barokk stílusban. 1765-ben megnagyobbították. Figyelmet érdemelnek lant alakú ablakai.
- Lourdes-i barlang: 2002-ben készült.
- Római katolikus, Havas Boldogasszony-kápolna: 1831–1839 között épült.
- Szentháromság-szobor: 1845-ben készült.
- A Mária-szobrot 1874-ben állították.
- Kőkereszt.
- Ecce homo szobor.
- Tájház (Úttörő u. 4.): A XIX. század közepén épült lakóházban alakították ki.
- Első világháborús emlékmű.
- Második világháborús emlékmű: 1990-ben készült.

## Helyi média

### Rádióállomások
Jásztelken fogható FM rádiók:
- Music FM - FM 89,5 MHz
- Bartók Rádió - FM 90,7 MHz
- Szent István Rádió - FM 91,8 MHz
- Kossuth Rádió - FM 95,5 MHz
- Sláger FM - FM 95,8 MHz
- Trió FM - FM 97,7 MHz
- Dankó Rádió - FM 99,8 MHz
- Rádió 1 - FM 101,7 MHz
- Petőfi Rádió - FM 102,7 MHz
- Retro Rádió - FM 104,7 MHz

## Híres emberek
- Itt született 1929. november 5-én Kékesi László Ybl-díjas építész